# Giovanni Francesco Radicati di Passerano
Giovanni Francesco Radicati, conte di Passerano e Cocconato (Torino, 1633 – Torino, 1717) è stato un nobile italiano, sindaco di Torino nel 1700 e nel 1708.

## Biografia
Si sposò tre volte:
- in prime nozze con Angela Camilla Novarina di San Sebastiano (1647-1670), da cui ebbe una figlia, Leonora
- in seconde nozze con Margherita Calleri da cui ebbe un figlio, Carlo Leone
- in terze nozze con Maria Maddalena Biandrate di Foglizzo (1657-1714), vedova del marchese Guido Biandrate di San Giorgio, da cui ebbe un figlio, Alberto

Nel 1691 divenne rettore della Compagnia di San Paolo.
Fu poi nominato da Vittorio Amedeo II di Savoia decurione di prima classe del consiglio comunale di Torino, dove ricoprì diverse cariche: fu sindaco nel 1700 e nel 1708, ragioniere nel 1714 e chiavario nel 1717.
Il figlio Alberto fu letterato e libero pensatore, il «primo illuminista della penisola», secondo una definizione di Piero Gobetti.